# ロシアン・ハーレクイン・ハウンド
ロシアン・ハーレクイン・ハウンド（英：Russian Harlequin Hound）は、ロシア原産のセントハウンド犬種のひとつである。別名はロシアン・パイボールド・ハウンド（英：Russian Piebald Hound）、ロシア語名はゴンチャーヤ・ルスカーヤ・ペーガヤ（英： anglo-russkaja gontchaja）。旧称はアングロ＝ロシアン・ハウンド（英：Anglo-Russian Hound）。

## 歴史
いつごろ生い立ったかは不詳だが、ロシアン・ハウンドにイングリッシュ・フォックスハウンドを掛け合わせて作出された。特有のブルーマールがかったサドルの由来ははっきりとは分かっていない。この模様に固執して改良が加えられたのは近代に入ってからで、それ以前はマール模様のないロシアン・ハーレクイン・ハウンドもかなり多く見られていた。
もともとはアングロ＝ロシアン・ハウンドという名で呼ばれていたが、スタンダード固定後の1951年に現在の犬種名に改名された。
主にキツネとオオカミの狩りに使われる。パックで獲物の臭いを追跡し、発見するとキツネであれば自ら仕留め、オオカミならば噛み留めを行って動けなくしておき、主人に猟銃で仕留めてもらった。
尚、オオカミ狩りの際、ブルーマールのサドルを持った犬はかなり遠くからでもオオカミとの見分けがつけやすかったため、昔から特に珍重されていた。しかし、マールの模様が多い犬同士を交配させることで先天的な難聴や盲目、アルビノ犬を生む危険性があったため、かつてはブルーマールのサドルを持つ犬とトライカラーの犬を交配させて繁殖を行っていた。現在は繁殖技術の進歩により交配前診断（犬を交配させる前に病院へ連れて行き、繁殖させる上で子供に影響が及ばないかを調査するための診断）を行ったり、慎重な親選びをすることでマールのサドルを持つ個体同士の繁殖もある程度可能となった。ちなみに、他の多くの犬種は今日も毛色の大部分がマールの犬の同士の交配は禁忌とされており、高い確率で仔犬に異常が出てしまう。
現在はオオカミよりもキツネの狩りを行うことがメインとなりつつあり、先祖であるロシアン・ハウンドと比べるとあまり多くの頭数は飼育されていない。大半の犬がロシア国内で実猟犬かショードッグとして飼育されていて、ペットとして飼われているものは非常に稀である。原産国外ではかなり珍しい犬種である。

## 特徴
本種一番の特徴は、ブルーマールのサドルを持つ犬が多いということである。このマーキングは本種と本種が作出に使われているドゥンケル以外にはまったに見かけることが出来ない、極めて珍しいものである。この特殊色を持つ犬は体のベースカラーがホワイト、体の一部や顔にタンのマーキング、そして背にブルーマールのサドルが入っている。ちなみに、この特殊な毛色を持つロシアン・ハーレクイン・ハウンドは全体の3分の1程度であるといわれ、通常は背のサドルの部分がブラックの至って普通のトライカラーである。
ロシアン・ハウンドと比べると更に体が大きく、筋肉質でがっしりしていて、力が強い。
筋肉質の体つきで、体力とスピードを持ち合わせている。耳は垂れ耳、尾は飾り毛のない垂れ尾。コートは厚めのショートコート。大型犬サイズで、性格は忠実で従順、勇敢で狩猟本能が高い。友好的でしつけの飲み込みは普通。状況判断力は高い。吠え声は抑揚がありよく響くが、こちらはロシアン・ハウンドとは違い必要のないときはあまり吠えない。運動量が非常に多く、生粋の猟犬種であるため初心者には飼育が出来ない犬種である。